# Karen Cheryl

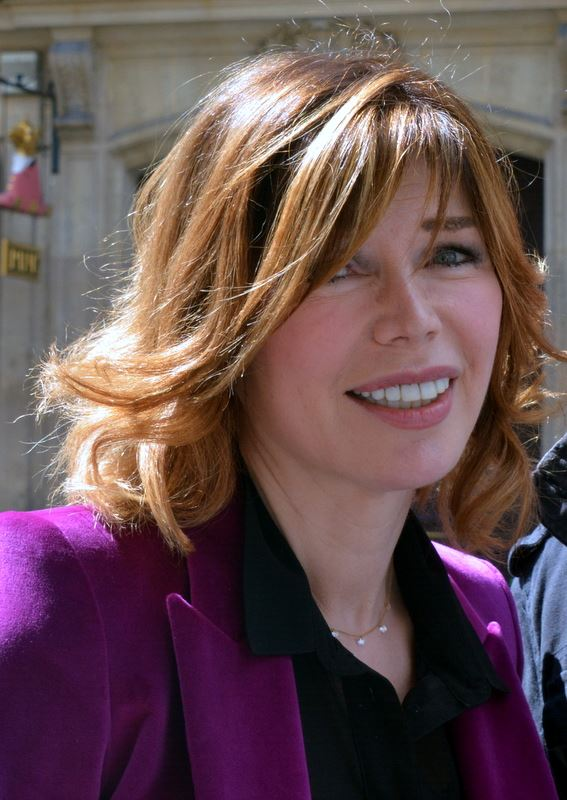
Karen Cheryl (2016)

Karen Cheryl, auch Carène Chéryl, eigentlich Isabelle Morizet, (* 19. Juli 1955 in Saint-Germain-en-Laye) ist eine französische Hörfunk- und Fernsehmoderatorin sowie ehemalige Sängerin und Schauspielerin mit Hits in den 1970er und frühen 1980er Jahren. Sie tritt seit den 2000er Jahren nur noch unter ihrem Geburtsnamen auf.

## Werdegang
Die als Isabelle Morizet geborene Sängerin nannte sich auf ihren ersten Schallplatten ab 1975 Carène Chéryl, bevor sie ab 1978 zur Schreibweise Karen Cheryl überging. Mit Garde-moi avec toi hatte sie 1975 ihren ersten Hit in Frankreich. Es folgten große Erfolge wie Sing to Me Mama (1978), Show Me You’re Man Enough (1979), Si... (1981) oder Oh! Chéri, chéri... (1982). Danach gelangen ihr noch kleinere Hits bis Ende der 1980er Jahre, bevor sie ihre Gesangskarriere Anfang der 1990er endgültig beendete.
Sie wurde Moderatorin des Radiosenders Europe 1. Sie ist außerdem als Fernsehmoderatorin tätig, insbesondere in den 1990ern für die Spielshow Hugo Délire (der französischen Ausgabe von Die Hugo Show) auf France 3. Sie moderierte von 2007 bis 2019 die Fernsehsendung Les Grands du rire sowie von 2007 bis 2012 zusammen mit Patrick Sébastien die Sendung Les années bonheur. In diversen Sitcoms war sie auch komödiantisch tätig.
Sie ist mit Jérôme Bellay, dem ehemaligen Leiter des Radiosenders Europe 1, verheiratet.

## Diskografie (Auswahl)
Karen Cheryl hat laut eigenen Angaben über 20 Millionen Tonträger verkauft.

### Alben
- 1975: Aimée ou amoureuse
- 1976: Ne raccroche pas, je t’aime
- 1978: Sing to me mama (FR: Gold)[3]
- 1979: Liars beware
- 1980: Mon rêve en vidéo
- 1982: Mes années de lycée
- 1983: Pense à moi, quand même
- 1983: En fête, chante pour ses copains les enfants
- 1984: Chante Noël (Soundtrack zum Film J’ai rencontré le père Noël)
- 1999: Ultimate versions (der Band Dear Garçon)
- 2025: Étonnamment Romantique - Best of

### EPs
- 1982: Oh Chéri, Chéri (FR: Gold)

### Singles
- 1975: Garde-moi avec toi
- 1975: Meiner Hand in deiner Hand, version allemande de Garde moi avec toi
- 1975: Ma vie n’appartient qu’à toi
- 1975: Aimée ou amoureuse
- 1976: Samedi, dimanche et fêtes
- 1976: Ne raccroche pas, je t’aime
- 1977: L’amour que l’on se donne
- 1977: Épouse-moi
- 1978: Sing to me mama / (There’s a) Sweet melody
- 1979: Show me you’re man enough
- 1979: Tchoo tchoo hold on the line
- 1980: Making up, making love / The lady is me
- 1980: La marche des machos / Chante pour nous mama
- 1980: Si / Docteur menteur
- 1981: I hope it’s me
- 1981: Les nouveaux romantiques
- 1982: Je me souviens / Naturell’ment
- 1982: Oh! chéri chéri...
- 1983: Twister ma peine (avec Sandra)
- 1983: Pense à moi quand même
- 1984: Maman, la plus belle du monde
- 1984: Vive les hommes
- 1984: Feeling
- 1985: Amore mio
- 1985: Golden girl
- 1986: Pas d’panik
- 1987: À l’envers à l’endroit
- 1989: Où sont les anges
- 1991: Serious love
- 1991: L’amour fou

## Fernsehauftritte
- 1984: Destination Noël (Moderation)
- 1985–1986: Vitamine (Moderation)
- 1987: La lucarne d’Amilcar (Fernsehserie)
- 1992: Hugo Délire (Moderation)
- 1993: Les délires d’Hugo (Moderation)
- 1995: Cluedo (Moderation)
- 1995: Les Nouvelles Filles d’à côté (Fernsehserie)
- 1997: Ma voyante préférée
- 2007–2019: Les Grands du rire
- 2008–2012: Les Années Bonheur

## Filmografie
- 1984: J’ai rencontré le Père Noël (Regie: Christian Gion)